# Valdický potok
Valdický potok je levostranný přítok řeky Cidliny, do které ústí v Jičíně na jejím 72,6 říčním kilometru. Délka jeho toku činí 4,7 km. Plocha povodí měří 7,2 km².

## Průběh toku
Pramení u obce Valdice. Teče převážně jihozápadním směrem. Na potoce jsou vybudovány 4 rybníky - Valdický, Obora (v Libosadu), Hádek a Šibeňák.

### Větší přítoky
Valdický potok nemá žádné významnější přítoky.